# Louis Jacques Thénard

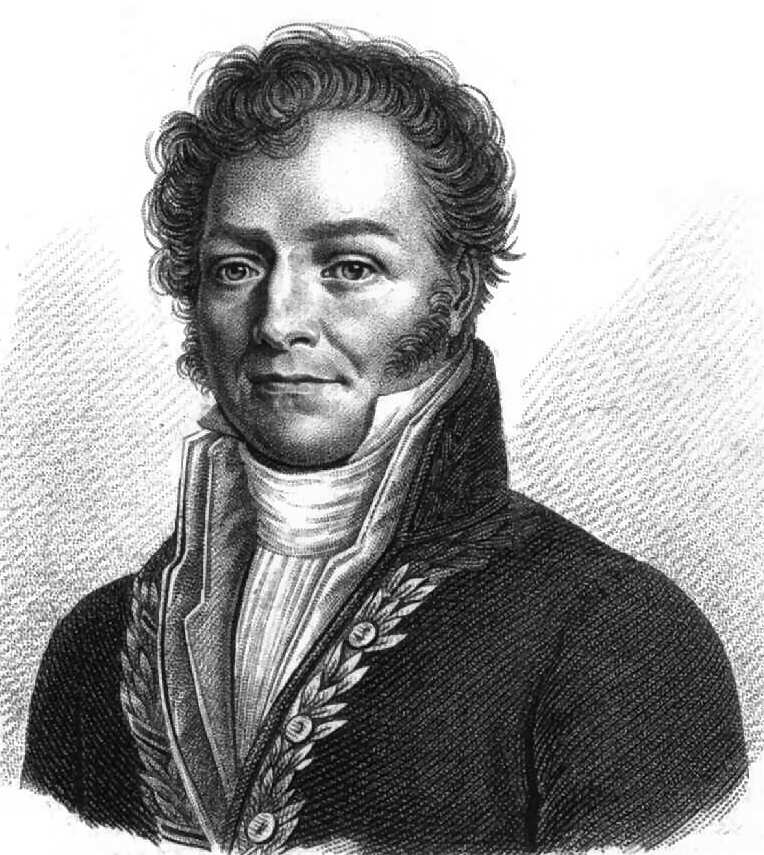
Louis Jacques Thénard.

Louis Jacques Thénard (La Louptière, 4 mei 1777 — Parijs, 21 juni 1857) was een Franse chemicus die onder andere bekend werd als de ontdekker van waterstofperoxide. Hij is een van de 72 Fransen wier namen in reliëf op de Eiffeltoren zijn aangebracht.